# Polla de Potrancas (Perú)
La polla de potrancas es la primera de las cuatro coronas hípicas en el Perú. Es una carrera apta para potrancas de tres (3) años y se da en una distancia de 1600 metros con premios que oscilan entre 44 000 y 54 000 nuevos soles. Esta corona es solo para hembras: la de potrillos (machos) es la Polla de Potrillos. Si bien son cuatro las coronas hípicas en el Perú, las dos primeras son por género y tan solo las dos últimas son tanto para potrillos y potrancas: el Derby Nacional y el Gran Premio Nacional Augusto B. Leguía.

## Historia
Si bien el Hipódromo de Monterrico abre sus puertas en el año 1903, no es hasta el año 1910 que empiezan con esta gran carrera que se asemeja a la triple corona americana y que empieza con victoria de Folie.

## Ganadoras de la Polla de Potrancas
| Año     | Ganadora                      | Jinete                                                    | Preparador                                           | Stud            |
| 1953    | Succursu                      |                                                           |                                                      |                 |
| 1954    | Postinella                    |                                                           |                                                      |                 |
| 1955    | Polly                         |                                                           |                                                      |                 |
| 1956    | Greñita                       |                                                           |                                                      |                 |
| 1957    | Isseta                        | Guillermo Silva                                           |                                                      |                 |
| 1958    | Pierina                       |                                                           |                                                      |                 |
| 1959    | Pamplona                      | Antonio Vásquez                                           | Ambrossio Malnatti                                   | Quaker State    |
| 1960    | Experiencia                   | Alfonso Carbonell                                         |                                                      |                 |
| 1961    | Verona                        | Carlos Farmer                                             |                                                      |                 |
| 1962    | Lady Silver                   | José Valdivia                                             | Erasmo Quiñonez                                      |                 |
| 1963    | Zinita                        | Antón Vázquez                                             | Segundo Saravia                                      |                 |
| 1964    | Dalitalia                     | Pablo Arana                                               | Oswaldo Salaverry                                    | Sara            |
| 1965    | Postal                        | Arturo Morales                                            |                                                      | Latino          |
| 1966    | Loriga                        | Antonio Aburto                                            | Alejo Lancién                                        | Pacífico        |
| 1967    | India                         | Oscar Gómez                                               | Sabino Arias                                         | San Leonardo    |
| 1968    | Pacococha                     | José Valdivieso                                           | Pablo Graña                                          | Steele          |
| 1969    | Pontevedra                    | Jaime Garrido                                             |                                                      | Rosa Mercedes   |
| 1970    | Miss Gabriela                 | José Valdivia                                             |                                                      |                 |
| 1971    | Farsalia                      | Sergio Vera                                               | Víctor Salas                                         | Tradiciones     |
| 1972    | Sipoya                        | Gonzalo Rojas                                             | Alberto Químper                                      | New York        |
| 1973    | Portadora                     | Arturo Morales                                            | Carlos Pianezzi                                      | Moradito        |
| 1974    | Acropolitana                  | Arturo Morales                                            | Sabino Arias                                         |                 |
| 1975    | Follies Pigalle               | Carlos Pianezzi                                           | Jaime Garrido                                        | Luck            |
| 1976    | Alemana                       | Adolfo Gonzáles                                           | Abraham Rengifo                                      | Los Pacaes      |
| 1977    | Flavia                        | Melanio Rojas                                             | Miguel Arteta                                        | La Roma         |
| 1978    | Tolerancia                    | Gonzalo Rojas                                             | Jorge Salas                                          | Triángulo       |
| 1979    | Trovadora                     | Gonzalo Rojas                                             | Sabino Arias                                         | La Planicie     |
| 1980    | Santa Cruz                    | Paco Mendoza                                              | Juan Suárez Villaroel                                |                 |
| 1981    | Gigi                          | Arturo Morales                                            | José Morales                                         |                 |
| 1982    | Zoilita y Doña Lilly (empate) | Guillermo Herrera (Zoilita) y Arturo Morales (Doña Lilly) | Erasmo Quiñones (Zoilita) y Juan Suárez (Doña Lilly) |                 |
| 1983    | Bicha                         | Antonio Aburto                                            |                                                      |                 |
| 1984    | Atolondrada                   | Yuri Yaranga                                              | Raúl Arriagada                                       | Deroge          |
| 1985    | Madriguera                    | Edgar Prado                                               | Sabino Arias                                         |                 |
| 1986    | This Flower                   | Mario Becerra                                             | Manuel Valdivia                                      |                 |
| 1987    | Vallespina                    | Braulio Fernández                                         | Carlos Gastañeta                                     | Mochita         |
| 1988    | Dimona                        | Luis Ranilla                                              | Raúl Arriagada                                       | Yolita          |
| 1989    | Fiancee                       | Jacinto Rafael Herrera                                    | Juan Suárez Villarroel                               | Santa Marina    |
| 1990    | Mary July                     | Luis Gonzales                                             |                                                      | Gina Santa Rosa |
| 1991    | Dalnamein                     | Melanio Rojas                                             | Raúl Arriagada                                       | El Centauro     |
| 1992    | Camiunch                      | Narciso Vargas                                            | Juan Suárez Villarroel                               | Bouclé          |
| 1993    | La Beldad                     | Simón Arredondo                                           |                                                      | Don Rody        |
| 1994    | Mashmellow                    | Alfredo Morales                                           | Miguel Drago                                         | Temsa           |
| 1995    | Dakota                        | Edwin Talaverano                                          | Jorge Salas                                          | Myrna           |
| 1996    | Raghia                        | Manuel Aguilar                                            | Augusto Olivares                                     | María Angola    |
| 1997    | Samiria                       | David Cora                                                |                                                      | Rancho Fátima   |
| 1998    | Madame Equis                  | Edwin Talaverano                                          | Mario Morales                                        | Capri           |
| 1999    | Batuka                        | David Cora                                                | Jorge Salas                                          | Myrna           |
| 2000    | Julie Rose                    | Renzo Morales                                             | Juan Suárez Villarroel                               | Black Label     |
| 2001-I  | Peñiscolísima                 | Alberto Púsac                                             | Hugo Díaz                                            | Doble J         |
| 2001-II | Pétalo                        | Víctor Arredondo                                          | Jorge Salas                                          | TR              |
| 2002    | Marimer                       |                                                           | Sabino Arias                                         | Altamar         |
| 2003    | La Sami                       | Víctor Fernández                                          | Juan Suárez Villarroel                               | Rancho Fátima   |
| 2004    | Laria                         | Alberto Púsac                                             | Juan Suárez Villarroel                               |                 |
| 2005    | Melodie Jones                 | Benjamín C. Padilla                                       | Andrés Tavara                                        | Kiarita         |
| 2006    | Funny Face                    | Máximo Chilo                                              | César Moncada                                        | Los Tigres      |
| 2007    | Betania                       | Benjamín C. Padilla                                       | Juan Suárez Villarroel                               | Couet           |
| 2008    | Maitena                       | Benjamín C. Padilla                                       | Juan Suárez Villarroel                               | Pope            |
| 2009    | Rihanna                       | Ivan Quispe                                               | Félix Banda                                          | Soribel         |
| 2010    | Almudena                      | Benjamín C. Padilla                                       | Juan Suárez Villarroel                               | Manning         |
| 2011    | Cubage                        | Mariano Arenas                                            | Sabino Arias                                         | Diego Enrique   |
| 2012    | La Colosa                     | Angel Siguas                                              | Juan Suárez Villarroel                               | Wall Street     |
| 2013    | Galiana                       | Alfredo Clemente                                          | Jorge Salas                                          | Myrna           |
| 2014    | Art Noveau                    | Mariano Arenas                                            | Augusto Olivares                                     | Jet Set         |
| 2015    | Suspiro Limeño                | Renzo Rojas                                               | Augusto Olivares                                     | Recoveco        |
| 2016    | Secret Garden                 | Miguel Vilcarima                                          | Agustín Vásquez                                      | La Herradura    |
| 2017    | Cascanueces                   | Martín Chuan                                              | Juan Suárez Villarroel                               | Manning         |
| 2018    | Juliana                       | Martín Chuan                                              | Juan Suárez Villarroel                               | Puerta Cerrada  |
| 2019    | Emilia´s Moon                 | Jeremy Laprida (Chile)                                    | Juan Suárez Villarroel                               | Couet           |
| 2020    | Bella Unión                   | Renzo Rojas                                               | Augusto Olivares                                     | Arriba Arequipa |
| 2021    | Impredecible                  | Iván Quispe                                               | Camilo Traverso II                                   | The Fathers     |